# Октябрьская (станция, Кировская область)
Октя́брьская — железнодорожная станция (тип населённого пункта) в Верхнекамском районе Кировской области России. Входит в состав Лесного городского поселения. Станция находится в стадии закрытия.

## География
Станция находится на северо-востоке Кировской области, в северо-западной части Верхнекамского района, к востоку от реки Сысола.
Расстояние до районного центра (города Кирс) — 86 км.

## Население
| 2010 |
| ---- |
| 8    |

По данным Всероссийской переписи, в 2010 году постоянное население станции составляло 1 человек.